# 겨레말큰사전남북공동편찬사업회
겨레말큰사전남북공동편찬사업회(-辭典南北共同編纂事業會)는 한반도 남북 공동의 겨레말큰사전을 편찬하고 모국어공동체의 발전과 남북의 통일에 이바지하기 위하여 설립된 특수법인이다. 이사회는 통일부 장관이 임명하는 임기 3년의 이사장 및 부이사장과 비상임이사 8인 및 상임 감사로 이루어진다. 남북관계 경색으로 당초 2014년 4월이던 편찬사업 종료시점은 2022년 4월로 연장된 상태이다. 서울특별시 마포구 공덕동 253-42 지방재정회관 12층에 위치하고 있다.

## 설립 근거
- 겨레말큰사전남북공동편찬사업회법 제1조[7]

## 주요 업무
- 남측편찬위원회의 운영
- 공동사무소의 운영
- 남한과 북한, 해외에서 사용하고 있는 우리말의 조사·채집·연구
- 편찬사업회에 관한 홍보와 이에 관한 각종 간행물의 제작 및 배포
- 편찬사업회의 운영을 위한 수익사업
- 위 사항에 부대되는 사업

## 연혁
- 1989년 3월 25일 문익환 목사 평양 방문 시 『통일국어대사전』 남북공동편찬 제안
- 2003년 8월 문성근 통일맞이 이사와 정도상 통일맞이 집행위원장이 평양 방문 시 북의 안경호 6·15공동위원회 북측준비위원장에게 사전편찬사업 다시 제안
- 2004년 1월 18일 문익환 목사 10주기 추모행사에 참가한 북 대표단을 통해 박용길 장로가 친서로 『통일국어대사전』 편찬 요청하여 사업 승인
- 2004년 4월 5일 남측 통일맞이와 북측 민족화해협의회 의향서 체결. 『겨레말큰사전』으로 사전명칭 결정
- 2004년 12월 초대 홍윤표 남측 편찬위원장 선출
- 2004년 12월 11일 제1기 남측 편찬위원 위촉 (조남수, 조재수, 이희자, 홍종선, 이태영, 이상규, 김재용, 오봉옥)
- 2004년 12월 13일 편찬위원회(금강산) 실무 접촉. 합의서와 부속합의서 체결
- 2005년 2월 19일~21일 사전 공동편찬위원회 결성식 및 제1차 공동편찬회의 개최(금강산)
- 2005년 3월 30일 『겨레말큰사전』 편찬과정안 수립
- 2005년 7월 편찬요강 합의
- 2005년 11월 단일어문규범작성위원회 작성위원 위촉 (권재일, 최호철, 김선철, 정희창)
- 2006년 1월 18일 제1기 고은 이사장 선출 및 이사 임명 (김형수, 박용길, 이상규, 이승환, 이태영, 장영달, 정도상, 조성우, 조재수)
- 2006년 3월 17일~21일 편찬회의 개최(중국 베이징)
- 2007년 4월 27일 겨레말큰사전남북공동편찬사업회법 공포
- 2007년 6월 8일 특수법인 전환 개소식[8]
- 2008년 1월 24일 제2대 권재일 남측 편찬위원장 선출
- 2008년 2월 20일 제2기 남측 편찬위원 위촉 (권재일, 홍종선, 정도상, 조남호, 이희자, 김재용, 오봉옥, 조재수, 최호철)
- 2009년 1월 18일 제2기 고은 이사장 유임 및 이사 임명 (권영세, 권재일, 김형수, 이상규, 장영달, 정도상, 조재수, 홍종선)
- 2009년 2월 25일 제1차 겨레말큰사전 자문회의
- 2009년 4월 23일 제3대 조재수 남측 편찬위원장 선출
- 2009년 9월 17일 제2기 남측 편찬위원 위촉 (김창섭, 유현경, 한용운)
- 2011년 2월 19일 제3기 남측 편찬위원 위촉 (김재용, 김창섭, 오봉옥, 정도상, 조남호, 조재수, 최호철, 한용운, 홍종선)
- 2011년 5월 1일 제4대 홍종선 남측 편찬위원장 선출
- 2011년 12월 21일 남북 언어차이 조사를 위한 자문회의 개최
- 2011년 12월 27일 사전 편찬기관 실무자초청 자문회의 개최
- 2012년 1월 18일 제3기 고은 이사장 유임[9]
- 2012년 2월 24일 제3기 이사 임명 (조재수, 권영민, 권재일, 김영희, 김하수, 양봉진, 전영선, 홍종선)
- 2012년 5월 4일 제3기 이사 추가 임명 (민현식)
- 2013년 7월 16일 '겨레말큰사전남북공동편찬사업회법' 개정 (2019년 4월까지 사업기간 5년 연장)
- 2015년 8월 1일 제4기 이사 추명 (송철의)
- 2018년 5월 1일 염홍경(필명: 염무웅) 이사장 임명
- 2018년 12월 24일 '겨레말큰사전남북공동편찬사업회법' 개정(2022년 4월까지 사업기간 3년 연장)
- 2021년 12월 21일 '겨레말큰사전남북공동편찬사업회법' 개정(2028년 4월까지 사업기간 6년 연장)
- 2022년 1월 13일 제6기 이사 임명 (장소원)
- 2022년 8월 17일 민현식 이사장 임명

## 조직

### 이사회
- 이사회

### 남측편찬위원회
- 남측편찬위원회

#### 사무처
- 경영기획실
- 편찬실

#### 경영기획실
- 경영관리부
- 기획홍보부

#### 편찬실
- 편찬1부
- 편찬2부
- 편찬3부

## 같이 보기
- 국립국어원